# Euschistospiza dybowskii
Euschistospiza dybowskii е вид птица от семейство Estrildidae.

## Разпространение
Видът е разпространен в Бенин, Буркина Фасо, Гана, Гвинея, Гвинея-Бисау, Етиопия, Камерун, Демократична република Конго, Кот д'Ивоар, Нигерия, Сиера Леоне, Судан, Того, Уганда, Централноафриканската република, Чад и Южен Судан.